# 婚礼圣经
《婚礼圣经》（英語：Wedding Bible）是中韩合拍爱情喜剧片，导演许仁茂，主演劉寅娜、高以翔、安宰賢、邓家佳。

## 剧情
该片讲述中韩男女的跨国爱情故事。

## 演出
- 劉寅娜
- 高以翔
- 安宰賢
- 邓家佳